# Harthausen
Harthausen è un comune di 3 175 abitanti della Renania-Palatinato, in Germania.
Appartiene al circondario (Landkreis) del Reno-Palatinato (targa RP) ed è parte della comunità amministrativa (Verbandsgemeinde) di Römerberg-Dudenhofen.